# Nasoona prominula
Nasoona prominula är en spindelart som beskrevs av George Hazelwood Locket 1982. Nasoona prominula ingår i släktet Nasoona och familjen täckvävarspindlar. Inga underarter finns listade i Catalogue of Life.